# Neale Fraser
Neale Andrew Fraser (ur. 3 października 1933 w Melbourne, zm. 2 grudnia 2024) – australijski tenisista, czterokrotny zdobywca Pucharu Davisa.

## Kariera tenisowa
Fraser w swojej karierze wygrał trzy turnieje zaliczane od 1968 do Wielkiego Szlema, U.S. National Championships 1959, Wimbledon 1960 i U.S. National Championships 1960. Podczas edycji U.S. National Championships w 1960 wygrał ponadto grę podwójną i zawody mikstowe. Australijczyk trzy razy przegrał w finale Australian Championships i raz na Wimbledonie.
W deblu Fraser triumfował we wszystkich imprezach Wielkiego Szlema (łącznie jedenaście tytułów) oraz był uczestnikiem siedmiu finałów, natomiast w konkurencji gry mieszanej zwyciężył pięciokrotnie i poniósł dwie porażki.
W latach 1958–1963 reprezentował Australię w Pucharze Davisa i zdobywał z zespołem trofeum w latach 1959–1962. Po zakończeniu kariery został kapitanem reprezentacji i pełnił tę funkcję przez dwadzieścia cztery lata, doprowadzając Australię do tytułu w edycjach 1973, 1977, 1983, 1986.
Za swoje osiągnięcia w 1984 roku uhonorowany został miejscem w Międzynarodowej Tenisowej Galerii Sławy. W 2008 otrzymał od ITF najwyższe wyróżnienie, nagrodę im. Philippe Chatriera.

### Finały w turniejach wielkoszlemowych

#### Gra pojedyncza (3–4)
| Końcowy wynik | Nr | Data | Turniej                                | Nawierzchnia | Przeciwnik    | Wynik finału            |
| ------------- | -- | ---- | -------------------------------------- | ------------ | ------------- | ----------------------- |
| Finalista     | 1. | 1957 | Australian Championships, Sydney       | Trawiasta    | Ashley Cooper | 3:6, 11:9, 4:6, 2:6     |
| Finalista     | 2. | 1958 | Wimbledon, Londyn                      | Trawiasta    | Ashley Cooper | 6:3, 3:6, 4:6, 11:13    |
| Finalista     | 3. | 1959 | Australian Championships, Adelaide     | Trawiasta    | Alex Olmedo   | 1:6, 2:6, 6:3, 3:6      |
| Zwycięzca     | 1. | 1959 | U.S. National Championships, Nowy Jork | Trawiasta    | Alex Olmedo   | 6:3, 5:7, 6:2, 6:4      |
| Finalista     | 4. | 1960 | Australian Championships, Brisbane     | Trawiasta    | Rod Laver     | 7:5, 6:3, 3:6, 6:8, 6:8 |
| Zwycięzca     | 2. | 1960 | Wimbledon, Londyn                      | Trawiasta    | Rod Laver     | 6:4, 3:6, 9:7, 7:5      |
| Zwycięzca     | 3. | 1960 | U.S. National Championships, Nowy Jork | Trawiasta    | Rod Laver     | 6:4, 6:4, 9:7           |

#### Gra podwójna (11–7)
| Końcowy wynik | Nr  | Data | Turniej                                | Nawierzchnia | Partner          | Przeciwnicy                       | Wynik finału               |
| ------------- | --- | ---- | -------------------------------------- | ------------ | ---------------- | --------------------------------- | -------------------------- |
| Finalista     | 1.  | 1954 | Australian Championships, Sydney       | Trawiasta    | Clive Wilderspin | Rex Hartwig Mervyn Rose           | 3:6, 4:6, 2:6              |
| Finalista     | 2.  | 1955 | Wimbledon, Londyn                      | Trawiasta    | Ken Rosewall     | Rex Hartwig Lew Hoad              | 5:7, 4:6, 3:6              |
| Zwycięzca     | 1.  | 1957 | Australian Championships, Sydney       | Trawiasta    | Lew Hoad         | Malcolm Anderson Ashley Cooper    | 6:3, 8:6, 6:4              |
| Finalista     | 3.  | 1957 | Wimbledon, Londyn                      | Trawiasta    | Lew Hoad         | Gardnar Mulloy Budge Patty        | 10:8, 4:6, 4:6, 4:6        |
| Zwycięzca     | 2.  | 1957 | U.S. National Championships, Nowy Jork | Trawiasta    | Ashley Cooper    | Gardnar Mulloy Budge Patty        | 4:6, 6:3, 9:7, 6:3         |
| Zwycięzca     | 3.  | 1958 | Australian Championships, Sydney       | Trawiasta    | Ashley Cooper    | Roy Emerson Bob Mark              | 7:5, 6:8, 3:6, 6:3, 7:5    |
| Zwycięzca     | 4.  | 1958 | French Championships, Paryż            | Ceglana      | Ashley Cooper    | Robert Howe Abe Segal             | 3:6, 8:6, 6:3, 7:5         |
| Finalista     | 4.  | 1958 | Wimbledon, Londyn                      | Trawiasta    | Ashley Cooper    | Sven Davidson Ulf Schmidt         | 4:6, 4:6, 6:8              |
| Finalista     | 5.  | 1959 | French Championships, Paryż            | Ceglana      | Roy Emerson      | Nicola Pietrangeli Orlando Sirola | 3:6, 2:6, 12:14            |
| Zwycięzca     | 5.  | 1959 | Wimbledon, Londyn                      | Trawiasta    | Roy Emerson      | Rod Laver Bob Mark                | 8:6, 6:3, 14:16, 9:7       |
| Zwycięzca     | 6.  | 1959 | U.S. National Championships, Nowy Jork | Trawiasta    | Roy Emerson      | Alex Olmedo Butch Buchholz        | 3:6, 6:3, 5:7, 6:4, 7:5    |
| Finalista     | 6.  | 1960 | Australian Championships, Brisbane     | Trawiasta    | Roy Emerson      | Rod Laver Bob Mark                | 5:7, 8:6, 6:3, 3:6, 5:7    |
| Zwycięzca     | 7.  | 1960 | French Championships, Paryż            | Ceglana      | Roy Emerson      | José Luis Arilla Andrés Gimeno    | 6:2, 8:10, 7:5, 6:4        |
| Zwycięzca     | 8.  | 1960 | U.S. National Championships, Nowy Jork | Trawiasta    | Roy Emerson      | Rod Laver Bob Mark                | 9:7, 6:4, 6:2              |
| Zwycięzca     | 9.  | 1961 | Wimbledon, Londyn                      | Trawiasta    | Roy Emerson      | Bob Hewitt Fred Stolle            | 6:4, 6:8, 6:4, 6:8, 8:6    |
| Zwycięzca     | 10. | 1962 | Australian Championships, Sydney       | Trawiasta    | Roy Emerson      | Bob Hewitt Fred Stolle            | 4:6, 4:6, 6:1, 6:4, 11:9   |
| Zwycięzca     | 11. | 1962 | French Championships, Paryż            | Ceglana      | Roy Emerson      | Wilhelm Bungert Christian Kuhnke  | 6:3, 6:4, 7:5              |
| Finalista     | 7.  | 1973 | Wimbledon, Londyn                      | Trawiasta    | John Cooper      | Jimmy Connors Ilie Năstase        | 6:3, 3:6, 4:6, 9:8(3), 1:6 |

#### Gra mieszana (5–2)
| Końcowy wynik | Nr | Data | Turniej                                | Nawierzchnia | Partnerka               | Przeciwnicy                     | Wynik finału    |
| ------------- | -- | ---- | -------------------------------------- | ------------ | ----------------------- | ------------------------------- | --------------- |
| Zwycięzca     | 1. | 1956 | Australian Championships, Brisbane     | Trawiasta    | Beryl Penrose           | Mary Bevis Hawton Roy Emerson   | 6:2, 6:4        |
| Finalista     | 1. | 1957 | Wimbledon, Londyn                      | Trawiasta    | Althea Gibson           | Darlene Hard Mervyn Rose        | 4:6, 5:7        |
| Zwycięzca     | 2. | 1958 | U.S. National Championships, Nowy Jork | Trawiasta    | Margaret Osborne DuPont | Maria Bueno Alex Olmedo         | 6:3, 3:6, 9:7   |
| Finalista     | 2. | 1959 | Wimbledon, Londyn                      | Trawiasta    | Maria Bueno             | Darlene Hard Rod Laver          | 4:6, 3:6        |
| Zwycięzca     | 3. | 1959 | U.S. National Championships, Nowy Jork | Trawiasta    | Margaret Osborne DuPont | Janet Hopps Adkisson Bob Mark   | 7:5, 13:15, 6:2 |
| Zwycięzca     | 4. | 1960 | U.S. National Championships, Nowy Jork | Trawiasta    | Margaret Osborne DuPont | Maria Bueno Antonio Palafox     | 6:3, 6:2        |
| Zwycięzca     | 5. | 1962 | Wimbledon, Londyn                      | Trawiasta    | Margaret Osborne DuPont | Ann Haydon-Jones Dennis Ralston | 2:6, 6:3, 13:11 |